# 宋平县
宋平县，古县名，在今越南河内。
宋孝武帝置，后增设宋平郡，宋平县为其治所，改为昌国县。隋初郡废，其地复为宋平县，属交州交趾郡。唐武德四、五年间（621-622年）以宋平县地为宋州，置弘教、南定、交趾、怀德四县。贞观元年（627年）废州，省并弘教、怀德为宋平县。
866年，宋平为静海军节度使驻地，首任节度使高骈于此筑大罗城。1010年，安南李朝迁都大罗城，改为昇龙城。